# Cerithideopsis montagnei
Cerithideopsis montagnei is een slakkensoort uit de familie van de Potamididae. De wetenschappelijke naam van de soort is voor het eerst geldig gepubliceerd in 1839 door d’Orbigny als Cerithium montagnei.